# Jean Davray
Pour les articles homonymes, voir Davray.
Jean Davray, né le 23 novembre 1914 à Sarreguemines (Moselle) et mort le 25 septembre 1985 à Paris 14e, est un écrivain et publicitaire français.

## Biographie
La plus grande part de la vie professionnelle de Jean Davray a lieu au sein des entreprises d'eaux minérales Perrier pour lesquelles il proposa le slogan publicitaire Perrier, c'est fou. 
Davray est un collectionneur de tableaux — notamment Dans le jardin de Vuillard —, de meubles et d'objets d'art, et un grand bibliophile ; la majeure partie de son importante bibliothèque est dispersée de son vivant, en 1961, le reste après sa mort en 1986 (ainsi que sa collection).

## Œuvres

### Romans
- Fraîcheur1936 (Albin Michel)
- L'Eau trouble, 1939 (Albin Michel)
- La Fin du premier acte, 1946, (Albin Michel)
- Le Bruit de la Vie
  - I. Le Bruit de la vie, 1957 (Plon)
  - II. Le matin vient et la nuit aussi, 1958 (Plon)
  - III. Sur les genoux des dieux, 1960 (Plon)
  - IV. Les astres meurent, 1960 (Plon)
- Le Désert, 1968 ( Fayard) (Prix Combat)

### Essais
- George Sand et ses amants, 1935 (Albin Michel)
- Michel- Ange , 1937 (Albin Michel)
- Les Complaintes , 1945 (Albin Michel)
- Notre Stendhal, 1949, (Albin Michel)
- Le Reflet et la Réflexion, 1974 ( Fayard)
- La Brûlure, 1983 (Luneau-Ascot Editeurs)

### Théâtre
- Dominique et Dominique, 1951 (Les œuvres libres, librairie Fayard)
- Quarante et Quatre, 1952 (Les œuvres libres, librairie Fayard)
- Théâtre sans bornes, 1958 (Plon)